# Gilvan de Oliveira
Gilvan de Oliveira (Itaú de Minas, 18 de agosto de 1956) é um violonista, cantor, compositor, arranjador e produtor musical brasileiro.
Trabalhou com muitos dos principais artistas mineiros, como Milton Nascimento, Paulinho Pedra Azul e Tavinho Moura, entre diversos outros em todo o país.

## Biografia

### Infância
Gilvan perdeu o pai antes mesmo de ter nascido. Os que ouviram o pai tocando, diziam quem o mesmo tocava muito bem, ao estilo de Dilermando Reis, Américo Jacomino e João Pernambuco. O pai de Gilvan tocava violão, viola e bandolim. Seu avô também era sanfoneiro, com o qual Gilvan também teve oportunidade de tocar. Sua mãe (Conceição de Brito Oliveira) e tia também gostavam de tocar, e seu tio Elio de Brito era cantor em banda de baile, um dos responsáveis pela introdução de Gilvan no meio musical.
Gilvan cresceu na cidade onde nasceu, Itaú de Minas, no interior de Minas Gerais. Em Itaú aconteciam os bailes chamados de radiola ou eletrola, onde todos da cidade podiam levar seus discos para os presentes ouvirem. Dessa forma, ele podia ouvir todo o tipo de música. O próprio Gilvan diz que gostava de ouvir, aos cinco anos, Saudade da Bahia, de Dilermando Reis, e Adelita, com Nat King Cole. Depois, ouviu muitos estilos diferentes, samba, bossa nova, twist, rock, clássicos, baladas, jovem guarda, jazz e outros.

### Juventude
Ainda na pré-adolescência, Gilvan começou a tocar bateria na banda Os Pequenos Lords. Os integrantes tinham entre 11 e 15 anos de idade, e Gilvan era um dos que tinham apenas 11. A banda fazia algumas apresentações. Aos 12 anos, foi convidado para tocar na banda Os Átomos, na qual seu tio Elio de Brito  era vocalista e responsável por Gilvan para poder tocar durante a noite (de 23h às 04h). Gilvan ficou na banda aproximadamente até os 16 anos. Aos 13, Gilvan passou a se interessar por violão e foi aprendendo com os amigos da banda dos meninos e vendo o pessoal da banda de baile tocar, utilizando-se muito do ouvido e da intuição. Nessa época, Gilvan tinha acesso a pouco material de estudo. Entre eles estão os métodos de Canhoto ("Método Para Violão", de Américo Jacomino, o Canhoto, Casa Manon) e  Paraguassu ("Método Prático Para Violão", Ed. Irmãos Vitale). Gilvan ficou em Itaú até aproximadamente os 17 anos de idade, quando mudou-se para Belo Horizonte para cursar Engenharia Elétrica na atual PUC Minas, mas tendo desistido e iniciado o curso de Música pela Universidade Federal de Minas Gerais 

### Formação, estudos e métodos
Estudou com Joe Diorio, professor da GIT - Guitar Institute of Technology de Los Angeles / USA. Foi professor e diretor na Música de Minas Escola Livre, criada por Milton Nascimento e Wagner Tiso.
Gravou e se apresentou em todo o Brasil, como solista ou acompanhando artistas como: Milton Nascimento, Gilberto Gil, Renato Teixeira, Paulo Moura, Elza Soares, Armandinho Macedo, Renato Borghetti, Dory Caymmi, Yamandu Costa, Chico Cesar, Xangai, Flávio Venturini, Arismar do Espírito Santo, Nelson Ayres, Fernando Brant, Saulo Laranjeira, Pena Branca e Xavantinho, Titane, Paulinho Pedra Azul, Tavinho Moura, Dominguinhos, Jane Duboc, Verônica Sabino, Belchior, Oswaldinho do Acordeon, entre outros. Fez participação especial em concerto de Al Di Meola. Parceiro de Fernando Brant em trilhas para espetáculos premiados. Mantém carreira no exterior, tendo tocado nos EUA, França, Portugal (onde dividiu um concerto com Cesária Évora), Cuba, Uruguai, Bélgica, Espanha, Alemanha, Lituânia e Itália.
Recebeu o Troféu Pró-Música de Melhor Instrumentista de 1995, em Belo Horizonte e o Prêmio Sharp de Música pelo CD Estação XV feito em parceria com o Grupo Teatral Ponto de Partida de Barbacena (onde atua como diretor musical e compositor) em 1996. Diretor Musical e Arranjador do CD  Semente Caipira de Pena Branca e que ganhou o Grammy Latino em 2001. Participou do Festival Internacional de Violão do SESC Anchieta, São Paulo, ao lado de músicos como Baden Powell, Egberto Gismonti, Ralph Towner e Abel Carlevaro.

## Discografia
- Cordas & Coração (1989), (lançado apenas em vinil)
- Traquina (1989), (lançado originalmente em vinil em 1989, e relançado em CD em 1997, com novo projeto gráfico e repertorio adicional)
- Vinicius nas cordas de Gilvan (1990), (músicas de Vinicius de Moraes, lançado apenas em vinil)
- Retratos (1993)
- Sol (1995)
- Violão Cantor (1996), (participação especial do percussionista Serginho Silva, Gilvan de Oliveira atuando como vocalista)
- Violão Caipira (2003)
- Pixuim (2010), (participações especiais de Hermeto Pascoal & Dominguinhos)

## Participações
- Arraial na Voz de Titane: Eugenio, Osias e Danilo (1984)
- Cantadô de Mundo Afora: Pena Branca e Xavantinho (1990)
- Quarenta: Paulinho Pedra Azul (1994)
- Estação XV (1996), (com o grupo teatral ponto de partida de Barbacena)
- Inseto Raro: Titane (1996)
- Tawaraná: Pereira da Viola (1996)
- Semente Caipira: Pena Branca (2000), (ganhador do Grammy latino de melhor álbum de música sertaneja em 2001)
- Pietá: Milton Nascimento (2002)
- Verde Maravilha: Rubinho do vale & Claudio Duarte (2002)
- Roda: Grupo Ponto de Partida & Meninos de Araçuaí (2003)
- Belchior Acústico (2006), (Gilvan de Oliveira, violão solo e Belchior, violão e vocal, relançamento do álbum "Um Concerto a Palo Seco" de 1999, contendo duas faixas bônus, e nova parte gráfica, ultimo álbum de estúdio gravado por Belchior em vida, gravado em Belo Horizonte)
- Revinda: Cléber Alves (2005), (tema: "Samba Do Neném" do álbum "Violão Cantor" de 1996)
- Violões de Minas (2005), (documentário produzido pelo violonista Geraldo Vianna, contando a trajetória do violão mineiro, lançado em DVD)
- O Menino e o Poeta: Pablo Bertola (2006)
- Paulinho Andrade & Boa Cia (2007)
- Saci: Gilson Silveira (2007)
- Influências: Welbert Almeida (2010)
- Let Me Do It: Gabriela Pepino (2012)
- Cantorias & Cantadores 3 (2013)
- Bossa Nova Negra (2015)
- Sá Rainha: Titane (2016), (concerto da cantora Titane, Gilvan de Oliveira atuando como violonista na banda de apoio, lançado em DVD)
- Prelúdios, Sonatas e Serenatas para Violão Solo: Fernando Kavera Cesar Gontijo (2016)
- Filhos de Bach (2016), (trilha sonora oficial do filme homônimo)
- De Verdade: Serginho Silva (2018), (tema: "Saudades do Led Zep" do álbum "Traquina" de 1989 e mais dois temas inéditos "Agente 00 Silva" e "O Capote")

## Compilações
- Violões do Horizonte (1999)
- Violões do Brasil (2004)